# Võ Thu Hà
Võ Thu Hà (sinh năm ? tại Sài Gòn) là một nữ ca sĩ Việt Nam.

## Lịch sử
Võ Thu Hà sinh năm ? tại Sài Gòn, nguyên quán tại Nam Định. Cô tốt nghiệp nhạc viện Hà Nội hầu như cùng thời với Bằng Kiều, Trần Thu Hà... là những nhân vật được coi như tiên phong dòng nhạc trẻ tại miền Bắc thập niên 1990, mà sau này thường được báo giới gọi nhạc nhẹ Hà Nội thời Đổi Mới.
Trong không khí hưng phấn của nhạc nhẹ Hà Nội sau những khai mở của thế hệ Thanh Lam, Mỹ Linh, Hồng Nhung, Ngọc Tân... thì truyền thông Việt Nam đầu thập niên 1990 bắt đầu tự định hình cái nhìn về nhạc trẻ ở miền Bắc - lĩnh vực mà trước đó thường chỉ mạnh ở khu vực quanh Sài Gòn. Kể từ các số đầu báo Hoa Học Trò và phiên bản mới Thiếu Niên Tiền Phong, Võ Thu Hà thường được gọi là Hà Võ để phân biệt với ca sĩ Hà Trần, ca sĩ Thu Hà và diễn viên Thu Hà, mà đương thời đều rất lừng lẫy trên sân khấu cũng như màn ảnh.
Giai đoạn đầu, sự nghiệp Hà Võ chỉ dừng lại ở các tụ điểm ca nhạc sinh viên và vũ trường manh nha thành lập sau các lệnh nới lỏng quản lý giải trí. Tuy nhiên, khi cơn sốt phim mì ăn liền và nhạc trẻ Sài Gòn từ miền Nam vươn tầm ảnh hưởng ra miền Bắc, ngay tại Hà Nội xuất hiện hình thức hát nhóm với phần đông ca sĩ xuất thân từ nhạc viện hoặc các lớp đào tạo âm nhạc nghiệp dư. Chỉ trong thời gian ngắn, hiện tượng này thậm chí lấn át cả nhạc nhẹ Sài Gòn, vì kĩ thuật của lớp ca sĩ này cao hơn hẳn ca sĩ phía Nam vốn tự phát. Mà theo ca sĩ Đàm Vĩnh Hưng, thời điểm đó ca sĩ miền Nam muốn đi hát ở phong trà Sài Gòn phải giả giọng Bắc mới xin được việc, bởi xu hướng chuộng ca sĩ Bắc quá mạnh.
Cùng với các nhóm Tam ca Áo Trắng, Ba Con Mèo, Tứ ca Ngẫu Nhiên ở phía Nam, các nhóm Con Gái, Tam ca 3A, Tik Tik Tak bắt đầu định hình một phong cách âm nhạc hoàn toàn mới: Giàu nữ tính, thiên về cảm xúc hồn nhiên tươi trẻ, hấp dẫn thị hiếu thanh thiếu niên. Nhóm Tik Tik Tak thường được ví là "em út" nhưng có kĩ thuật biểu diễn không thua kém các nhóm đã xuất hiện trước đó. Thành viên gồm: Thùy Vân, Hồng Thúy, Yến Dung, Võ Thu Hà. Mà theo lời ca sĩ Võ Thu Hà, thời điểm đó nghệ sĩ Hà Nội còn bảo thủ, ít năng động so với ở miền Nam nên dù kĩ thuật thanh nhạc rất cao nhưng mức ảnh hưởng chỉ hạn chế trong giới mộ điệu, không phổ cập như ca sĩ phía Nam vốn rất hoạt bát. Vì thế, tuy là giọng ca nhỏ tuổi nhất Tik Tik Tak nhưng Hà Võ lại nổi tiếng nhất vì tích cực tách nhóm đi hát ở các chương trình văn nghệ không chuyên.
| “           | Thời bọn mình hơi bảo thủ. Ai làm gì thì chỉ làm cái đấy không muốn lấn sân. Nhiều người khen nói hay, bảo mình làm MC cũng không dám. Thế hệ Hà dở là không dám bứt phá. Mình thấy nể phục các bạn bây giờ. Có thể hát không hay như bọn mình ngày xưa, nhưng các bạn rất thông minh, dám đối chọi với thử thách. | ” |
| — Võ Thu Hà | |   |

Năm 1998, kênh VTV3 thành lập và trở thành cơ quan truyền thông có ý thức bảo trợ nghệ thuật thanh thiếu niên tích cực nhất. Như một cơn gió mới, hàng loạt nhóm nhạc từ nghiệp dư như Tình Bạn hay chuyên nghiệp như Quả Dưa Hấu, Tik Tik Tak, Thu Phương - Huy MC được kênh này quảng bá tới những nơi xa xôi nhất Việt Nam. Vì vậy, giai đoạn 1999 - 2001 là thời lừng lẫy nhất của Võ Thu Hà. Một số ca khúc cô biểu diễn như Cây si, Em về tinh khôi, Hoa cỏ mùa xuân, Hoa tím ngày xưa, Lãng đãng chiều đông Hà Nội... liên tục được người hâm mộ yêu cầu chương trình Với khán giả VTV3 phát lại, thậm chí được giới mộ điệu đánh giá là thể hiện thành công hơn các ca sĩ đã hát trước đó.
Ở thời đỉnh cao của Làn Sóng Xanh, các nhóm nhạc Hà Nội bắt đầu Nam tiến nhằm tiếp cận thị trường âm nhạc rộng hơn. Tuy nhiên, do nhiều nguyên nhân khách quan nên chỉ có rất ít ca sĩ trụ lại được, và Làn Sóng Xanh cũng được coi là mốc thăng hoa cuối cùng của nhạc nhẹ Hà Nội. Đầu thập niên 2000, hàng loạt nhóm nhạc Hà Nội đình đám nhất tan rã, nhiều ca sĩ cũng bỏ nghề. Riêng Tik Tik Tak còn tồn tại được đến 2003 thì chia tay nhau, dù không ai tuyên bố rã nhóm. Sau khi tham dự các chương trình Bài hát Việt (2001), Trò chơi thế kỷ âm nhạc (2005) thì Võ Thu Hà ngưng hát. Cô tập trung kinh doanh tại cửa hàng thời trang Solo ở số 22 phố Ngô Văn Sở, sau đó xuất ngoại sang Singapore học ngành thiết kế thời trang.
Trong các năm sau, Võ Thu Hà định cư hẳn tại Singapore, kết hôn với một doanh nhân, chỉ thi thoảng mới về Hà Nội họp nhóm nhạc cũ. Ở thập niên 2010, khi nhạc trẻ Hà Nội có biểu hiện phục hưng, Tik Tik Tak bắt đầu bàn cách tái hợp biểu diễn.

## Sự nghiệp
Đơn ca
- Cây si
- Chúc mừng năm mới
- Cô bé có chiếc răng khểnh
- Em về tinh khôi
- Hoa cỏ mùa xuân
- Hoa tím ngày xưa
- Lãng đãng chiều đông Hà Nội
- Tóc em đuôi gà

Hợp ca
- Mãi mong chờ
- Ngày xưa ơi
- Nhắn tuổi hai mươi

## Liên kết
1. ↑  Sau Ánh Hào Quang #3 FULL | Trấn Thành: Đàm Vĩnh Hưng là ngôi sao bao đồng nhất Việt Nam (16/10/17)
2. ↑  Cảm giác lúc này mới thật là mình
3. ↑  Võ Thu Hà hạnh phúc khi được làm mẹ

- Nốt nhạc cao trong cuộc đời bình lặng
- Thanh xuân được đàn ông săn đón, giờ làm bà nội trợ "lôi thôi"
- Lặng lẽ phía sau ánh hào quang sân khấu